# Penicillium purpurescens
Penicillium purpurescens (Sopp) Biourge – gatunek grzybów z klasy Eurotiomycetes.

## Systematyka i nazewnictwo
Pozycja w klasyfikacji według Index Fungorum: Penicillium, Aspergillaceae, Eurotiales, Eurotiomycetidae, Eurotiomycetes, Pezizomycotina, Ascomycota, Fungi.
Po raz pierwszy zdiagnozował go w 1912 r. Olav Johan Sopp nadając mu nazwę Citromyces purpurescens. Obecną, uznaną przez Index Fungorum nazwę nadał mu Philibert Melchior Joseph Ehi Biourge w 1923 r.

## Morfologia i rozwój
Kolonie hodowane na agarze Czapka osiągają średnicę 3,0 do 3,5 cm w ciągu 12 do 14 dni w temperaturze pokojowej. U niektórych szczepów kolonie są wyraźnie podzielone na strefy, u innych prawie bezstrefowe, promieniście pomarszczone. Składają się z dość grubej, ściśle utkanej grzybni. Obszar, w którym wytwarzane są konidia składa się z grubych strzępek. W niektórych szczepach kolonia silnie zarodnikuje na całej powierzchni, w innych tylko na obszarach brzeżnych. Obszar zarodnikujący ma odcień od ciemnoniebiesko-zielonego do ciemnozielonego. Konidiofory zwykle wyrastają w zwartych grupach bezpośrednio z podłoża. Mają przeważnie 100 do 150 µm długości i 3,0 do 3,5 µm średnicy, są stosunkowo cienkościenne, gładkie lub drobno chropowate, powiększające się nieco na wierzchołkach do 4,5 µm. Metule z reguły ściśle monowertycylowane, sporadycznie rozgałęzione, zawierające łańcuchy konidiów w luźnych kolumnach o długości do 150 do 200 µm. Fialidy przeważnie w grupach od 8 do 12, stłoczone w pionie, często pojawiające się nisko po bokach obszaru pęcherzykowego. Mają długość od 7 do 10 µm i szerokość 2,5 do 3,5 µm. Konidia początkowo eliptyczne, następnie kuliste lub prawie kuliste. Kolonie na steep agar osiągają średnicę około 4,0 do 4,5 cm w ciągu 12–14 dni, a ich powierzchnia przeważnie jest aksamitna, promieniście pomarszczona. Szybko staje się matowa, a w starszych koloniach ma barwę od mysiej przez oliwkowo-szarą do ciemnooliwkowoszarej. Na dolnej stronie barwa podobnie jak na podłożu Czapka, ale ciemniejsza. Metule jak na Czapku, z kolumnami zarodników o długości 100 do 200 µm, konidiami nieco bardziej regularnymi i nieco bardziej szorstkimi. Kolonie na agarze z ekstraktem słodowym (MEA) osiągają około 4,0 do 5,0 cm średnicy w ciągu 12–14 dni. Są ciemniejsze – od prawie oliwkowozielonych do ciemnozielonych. Na dolnej stronie blade, ale w tych samych ogólnych odcieniach jak na podłożu Czapka. Metule, jak opisano powyżej, ale z kolumnami zarodników o długości do 400 do 500 µm, odrywającymi się podczas stukania w płytkę hodowlaną.

## Występowanie
W Polsce stwierdzono występowanie tego gatunku na korzeniach brzozy brodawkowatej.

## Gatunki podobne
Opisano około 300 gatunków Penicillium. Rozróżniane są poprzez mikroskopową analizę ich morfologii, analizę metodami biologii molekularnej i analizę budowy DNA. Najbardziej podobne do P. purpurescens gatunki to Penicillium glabrum, Penicillium montanense i Penicillium spinulosum. Sugerowano, że może to być ten sam gatunek. Badania wykonane na 35 izolatach tych gatunków wykazały jednak, że są to odrębne gatunki. Modele statystyczne oparte na danych morfologicznych i ogólnych danych fizjologicznych wskazały, że pięć cech miało znaczenie dla rozróżnienia tych gatunków: tekstura ścian konidiów, średnice kolonii na podłożu Czapek i 25% agarze z azotanem glicerolu, szerokość fialid i średnica pęcherzyka.